# Андроид (фильм, 2013)
«Андроид» (нидерл. App) — нидерландский триллер режиссёра Бобби Бурманса. Главную роль исполнила актриса Ханна Хукстра. «Андроид» стал первым фильмом, который демонстрируется одновременно на двух экранах (экране кинотеатра и смартфоне зрителя). Премьера в Нидерландах состоялась 28 марта 2013 года. В России — 10 октября 2013 года. В США фильм не вышел в прокат.

## Сюжет
Ближайшее будущее. В жизни современного человека значительное место заняли новые технологии. Нидерландская студентка Анна — не исключение. Со своим смартфоном она почти никогда не расстаётся. Однажды после вечеринки в квартире своего бывшего парня Анна с удивлением обнаруживает в телефоне загадочное приложение «Ирис». Сначала приложение никак себя не проявляет и напоминает обыкновенный голосовой интерфейс, но вскоре «Ирис» начинает приносить беды в жизнь девушки и близких ей людей.
Приложение имеет функцию самостоятельно включать камеру на телефоне, отправлять сообщения любым контактам, подключаться к любым электронным приборам и устройствам. Анна начинает получать звонки от Лисбет, девушки, чей телефон при обратном звонке всегда отключен. Сперва случайно снятое видео Анны, где Софи и преподавателя по дайвингу застают в непристойном положении, становится достоянием общественности. Чуть позже Анна пытается сдать телефон в магазин, но неожиданно все телеэкраны в отделе начинают транслировать кадры из её повседневной жизни. Первой реальной жертвой становится преподаватель в колледже, чью тайную страсть приложение выдает на общее обозрение. Преподаватель кончает жизнь самоубийством на глазах у студентов (при этом ранее Анна находила у себя в телефоне ссылку на модель того самого пистолета в интернет-магазине). Попытки избавиться от телефона не приносят успеха, более того, продавец магазина, который взял телефон Анны на замену, погибает от взрыва. Следующей жертвой становится лучшая подруга Анны Софи, которой приложение устраивает несчастный случай в бассейне. Случайно Анна понимает, что её бывший парень имеет непосредственной отношение к происходящему, поскольку на фотографии, сделанной на вечеринке, она видит это приложение на экране его телефона. Анна приходит к нему за объяснениями, и оказывается, что не только он, но и профессор, оперировавший брата Анны и поставивший брату экспериментальный чип, являются основными держателями тайны приложения — оно было создано для её брата в медицинских целях, но начало прогрессировать. Но оказывается, что и они не могут управлять приложением. Бывший друг Анны решает убить её, несмотря на протесты доктора, но в этот момент IRIS звонит ему голосом Лисбет, покончившей с жизнью из-за него 2 года назад со словами: «Отправляйся в Ад!», после чего его смартфон взрывается, убивая своего создателя. После гибели главного разработчика приложения жизнь входит в своё русло. Брат встает на ноги, и они с Анной летят отдыхать в Барселону, чтобы забыть обо всех произошедших событиях.

## В ролях
- Ханна Хукстра — Анна Рейндерс (роль дублирует Евгения Ваган)
- Роберт де Хог — Тим Мас
- Исис Каболе — Софи Велтс (роль дублирует Ольга Шорохова)
- Матхейс ван де Санде Бакхёйзен[англ.] — Дан Тейссе
- Лиза Сипс — Лизбет (роль дублирует Полина Чекан)
- Йерун Спитзенбергер — Джерри
- Алекс Хендрикс — Стейн, брат Анны
- Патрик Мартенс — Хенри
- Марк ван Эуэн — Сим (роль дублирует Александр Носков)
- Гиги Равелли[нидерл.] — медсестра
- Харри ван Рейтховен — доктор Карло (роль дублирует Владимир Антоник)